# Frédérik Deburghgraeve
Frédérik Edouard Robert „Fred“ Deburghgraeve (* 1. června 1973 Roeselare) je bývalý belgický vlámský plavec. Získal zlatou olympijskou medaili v závodě na 100 metrů prsa na OH v Atlantě roku 1996. Ve finále vytvořil světový rekord, který byl na této trati platný až do roku 2000. Navíc šlo o první zlatou olympijskou medaili v plavání pro Belgii v historii. Na stejné trati Deburghgraeve získal též titul mistra světa (v Perthu roku 1998) a mistra Evropy (ve Vídni 1995). Kariéru ukončil poté, co se nekvalifikoval na olympijské hry v Sydney roku 2000. Živí se jako prodejce bot a je aktivní v komunální politice, je zastupitelem obce Langemark-Poelkapelle. V roce 2008 byl uveden do Mezinárodní plavecké síně slávy.